# Traulia
Traulia is een geslacht van rechtvleugeligen uit de familie veldsprinkhanen (Acrididae). De wetenschappelijke naam van dit geslacht is voor het eerst geldig gepubliceerd in 1873 door Stål.

## Soorten
Het geslacht Traulia omvat de volgende soorten:
- Traulia affinis Haan, 1842
- Traulia angustipennis Bi, 1985
- Traulia annandalei Bolívar, 1917
- Traulia antennata Bolívar, 1917
- Traulia aphanea Willemse, 1928
- Traulia aurora Willemse, 1921
- Traulia azureipennis Serville, 1838
- Traulia bidentata Willemse, 1957
- Traulia bimaculata Willemse, 1932
- Traulia borneensis Willemse, 1921
- Traulia brachypeza Bi, 1985
- Traulia brevipennis Zheng, Ma & Li, 1994
- Traulia brunneri Bolívar, 1917
- Traulia elegans Willemse, 1921
- Traulia flavoannulata Stål, 1861
- Traulia gaoligongshanensis Zheng & Mao, 1996
- Traulia grossa Ramme, 1941
- Traulia haani Willemse, 1921
- Traulia hainanensis Liu & Li, 1995
- Traulia hosei Willemse, 1935
- Traulia hyalinala Zheng & Huo, 1999
- Traulia incompleta Willemse, 1921
- Traulia insularis Willemse, 1928
- Traulia javana Ramme, 1941
- Traulia kukenthali Ramme, 1941
- Traulia lineata Brunner von Wattenwyl, 1898
- Traulia lofaoshana Tinkham, 1940
- Traulia media Willemse, 1935
- Traulia melli Ramme, 1941
- Traulia mindanaensis Ramme, 1941
- Traulia minuta Huang & Xia, 1985
- Traulia nigrifurcula Zheng & Jiang, 2002
- Traulia nigritibialis Bi, 1985
- Traulia orchotibialis Liang & Zheng, 1986
- Traulia orientalis Ramme, 1941
- Traulia ornata Shiraki, 1910
- Traulia palawana Willemse, 1935
- Traulia philippina Bolívar, 1917
- Traulia pictilis Stål, 1877
- Traulia pumila Willemse, 1932
- Traulia rosea Willemse, 1921
- Traulia sanguinipes Stål, 1878
- Traulia stali Bolívar, 1917
- Traulia stigmatica Bolívar, 1898
- Traulia sumatrensis Bolívar, 1898
- Traulia superba Willemse, 1930
- Traulia tibialis Ramme, 1941
- Traulia tonkinensis Bolívar, 1917
- Traulia tristis Ramme, 1941
- Traulia xanthostigma Ramme, 1941